# Robert William Marshall
Robert William Marshall, Jr. (Memphis, 17 giugno 1959) è un vescovo cattolico statunitense, dal 21 aprile 2020 vescovo di Alexandria.

## Biografia
Robert William Marshall, Jr. è nato a Memphis, nel Tennessee, il 17 giugno 1959.

### Formazione e ministero sacerdotale
Ha frequentato la Saint Michael School di Memphis dal 1964 al 1973 e la Christian Brothers High School a Memphis dal 1973 al 1977. Nel 1980 ha ottenuto il Bachelor of Arts in storia presso la Christian Brothers University di Memphis e nel 1983 il dottorato in giurisprudenza presso la Humphreys School of Law dell'Università di Memphis. Per diversi anni ha lavorato come avvocato.
Entrato in seminario, ha compiuto gli studi ecclesiastici presso il seminario "Notre Dame" di New Orleans dal 1995 al 2000.
Il 10 giugno 2000 è stato ordinato presbitero per la diocesi di Memphis nella cattedrale diocesana da monsignor James Terry Steib. In seguito è stato vicario parrocchiale della parrocchia dell'Incarnazione a Collierville dal 2000 al 2002; parroco delle parrocchie del Sacro Cuore a Humboldt e di San Matteo a Milan dal 2002 al 2004; parroco della parrocchia dell’Ascensione a Memphis dal 2004 al 2012; parroco della parrocchia di San Francesco a Cordova dal 2012 al 2017; amministratore parrocchiale e poi parroco della parrocchia della cattedrale dell'Immacolata Concezione a Memphis dal 2017; cerimoniere vescovile; delegato dell'amministratore apostolico Joseph Edward Kurtz dall'ottobre del 2018 all'aprile del 2019 e vicario generale dal 2019.
È stato anche membro del collegio dei consultori, del consiglio presbiterale, del comitato per il personale presbiterale, del comitato diocesano per la pianificazione pastorale e del comitato direttivo per l'appello annuale del vescovo.

### Ministero episcopale
Il 21 aprile 2020 papa Francesco lo ha nominato vescovo di Alexandria. Ha ricevuto l'ordinazione episcopale il 20 agosto successivo nella cattedrale di San Francesco Saverio ad Alexandria dall'arcivescovo metropolita di New Orleans Gregory Michael Aymond, co-consacranti il vescovo di Memphis David Prescott Talley e il vescovo emerito della stessa diocesi James Terry Steib. Durante la stessa celebrazione ha preso possesso della diocesi.

## Genealogia episcopale
La genealogia episcopale è:
- Cardinale Scipione Rebiba
- Cardinale Giulio Antonio Santori
- Cardinale Girolamo Bernerio, O.P.
- Arcivescovo Galeazzo Sanvitale
- Cardinale Ludovico Ludovisi
- Cardinale Luigi Caetani
- Cardinale Ulderico Carpegna
- Cardinale Paluzzo Paluzzi Altieri degli Albertoni
- Papa Benedetto XIII
- Papa Benedetto XIV
- Papa Clemente XIII
- Cardinale Marcantonio Colonna
- Cardinale Giacinto Sigismondo Gerdil, B.
- Cardinale Giulio Maria della Somaglia
- Cardinale Carlo Odescalchi, S.I.
- Cardinale Costantino Patrizi Naro
- Cardinale Lucido Maria Parocchi
- Papa Pio X
- Cardinale Gaetano De Lai
- Cardinale Raffaele Carlo Rossi, O.C.D.
- Cardinale Amleto Giovanni Cicognani
- Cardinale John Joseph Krol
- Arcivescovo Francis Bible Schulte
- Arcivescovo Gregory Michael Aymond
- Vescovo Robert William Marshall